# Tizzana
Tizzana is een plaats (frazione) in de Italiaanse gemeente Quarrata.